# Festival dei cortili di Cordova

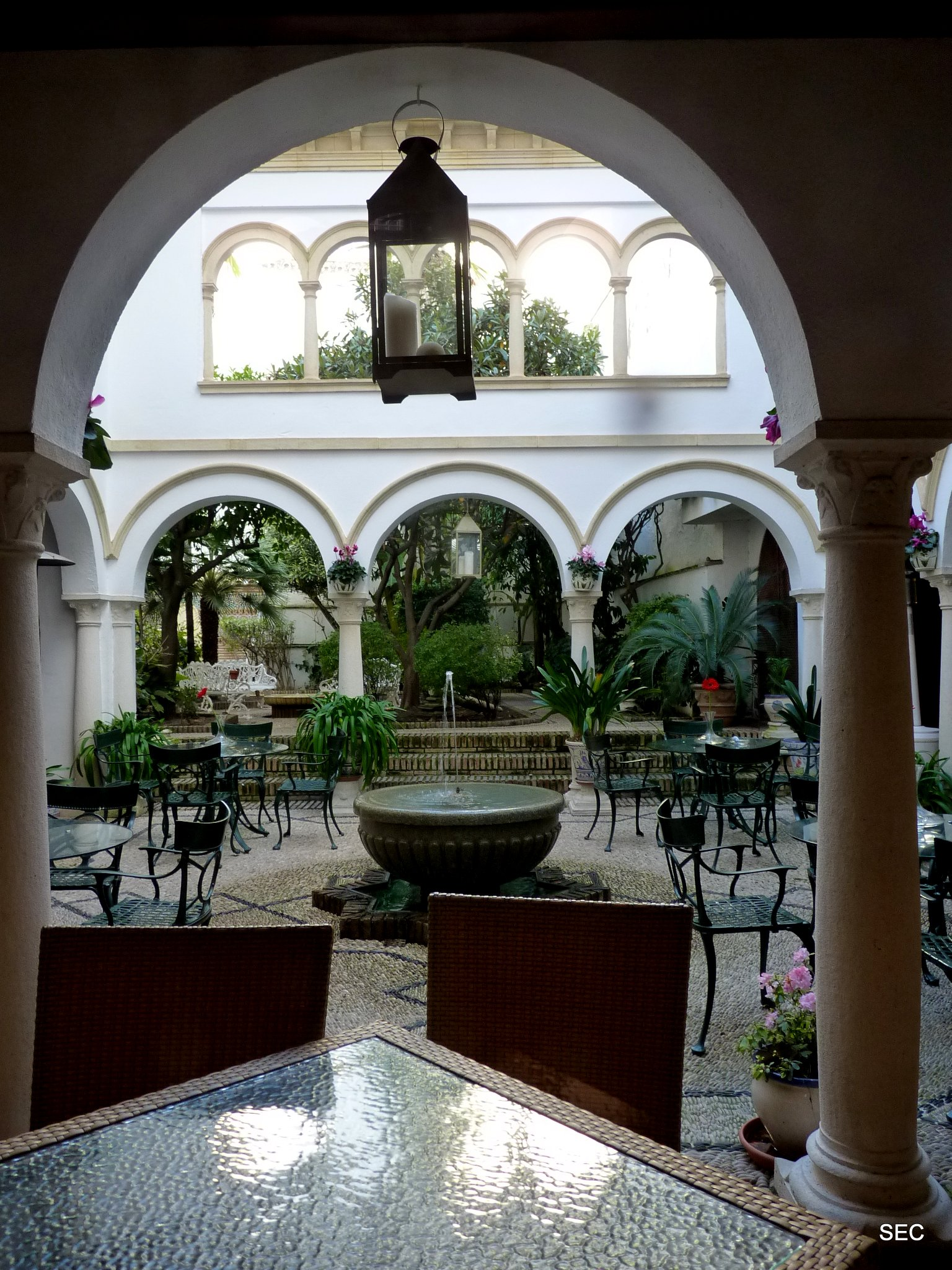
Cortile (patio) di Cordova

Il Festival dei cortili di Cordova (Festival de los Patios Cordobeses) è un concorso riguardante i cortili di Cordova (chiamati patios in lingua spagnola), per designare il più bello di essi. Viene celebrato generalmente durante la seconda e terza settimana di maggio nella città spagnola: i partecipanti aprono gratuitamente i loro cortili, decorati di fiori e siepi, affinché possano essere visitati negli orari stabiliti. Si tratta di una festa così caratteristica da essere stata dichiarata Patrimonio immateriale dell'umanità dall'UNESCO nel 2012.

## Caratteristiche
Il festival è suddiviso in due categorie: architettura antica e architettura moderna. Negli ultimi anni, fino a 50 patios hanno partecipato al concorso, che è completato da un programma educativo organizzato dal comune di Cordova, per far conoscere agli studenti l'architettura della città e stimolare a preservarla. La festa si conclude con una verbena in Calle San Basilio, con musica e balli.

## Storia
In passato si riteneva che il primo concorso di cortili fosse stato celebrato nel 1933, ma in realtà se ne erano tenuti già nel 1921 e 1927. Fu però in effetti dal 1933 che esso acquisì una certa popolarità, quando si presentarono al concorso sedici patios. Interrotto a causa della Guerra civile spagnola del 1936-39, riprese solo nel 1947. Nel 1980 il festival è stato dichiarato "Festa di interesse turistico nazionale"; infine, nel 2012 è arrivato il già ricordato riconoscimento come Patrimonio immateriale dell'umanità dall'Unesco.

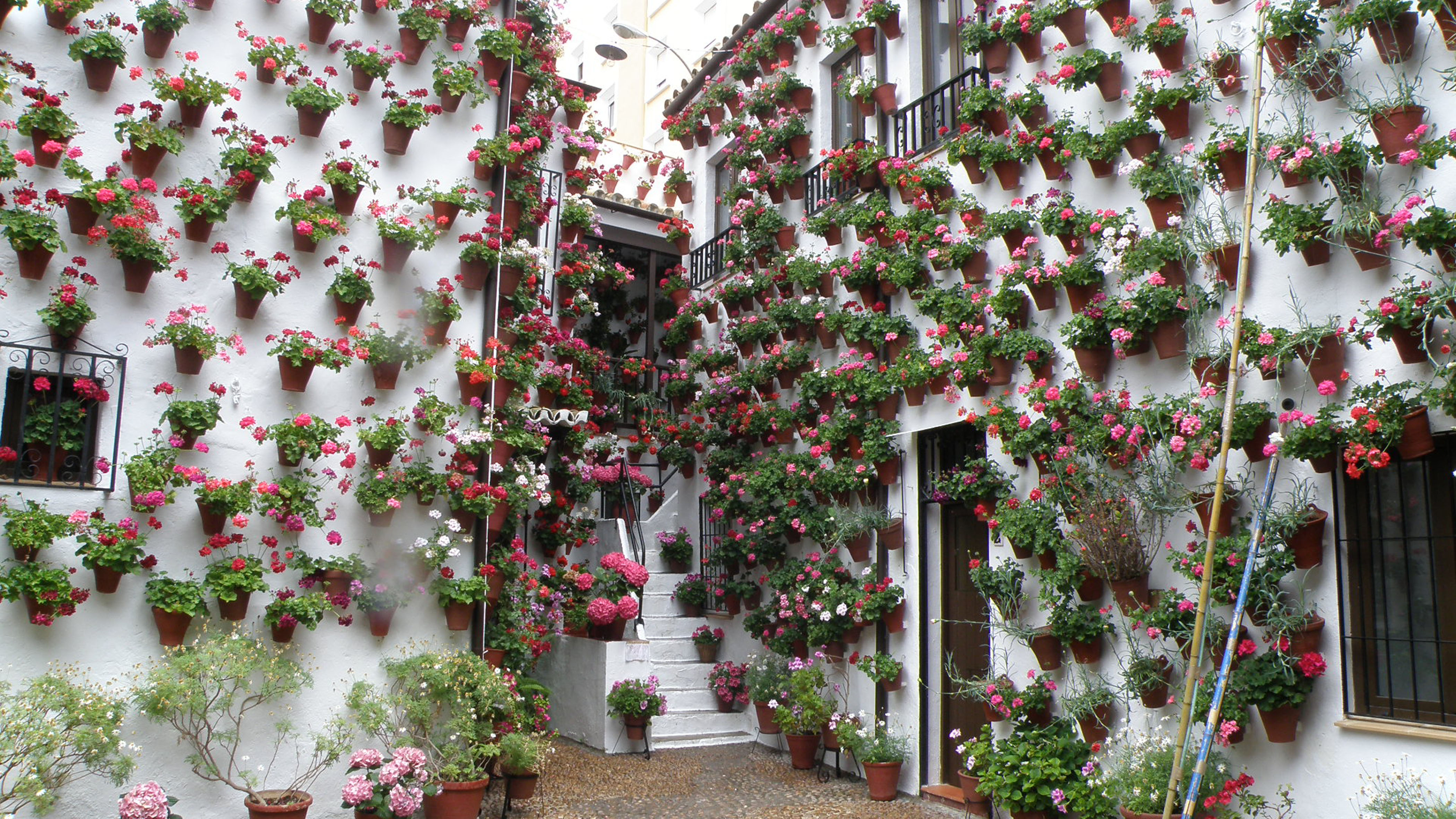
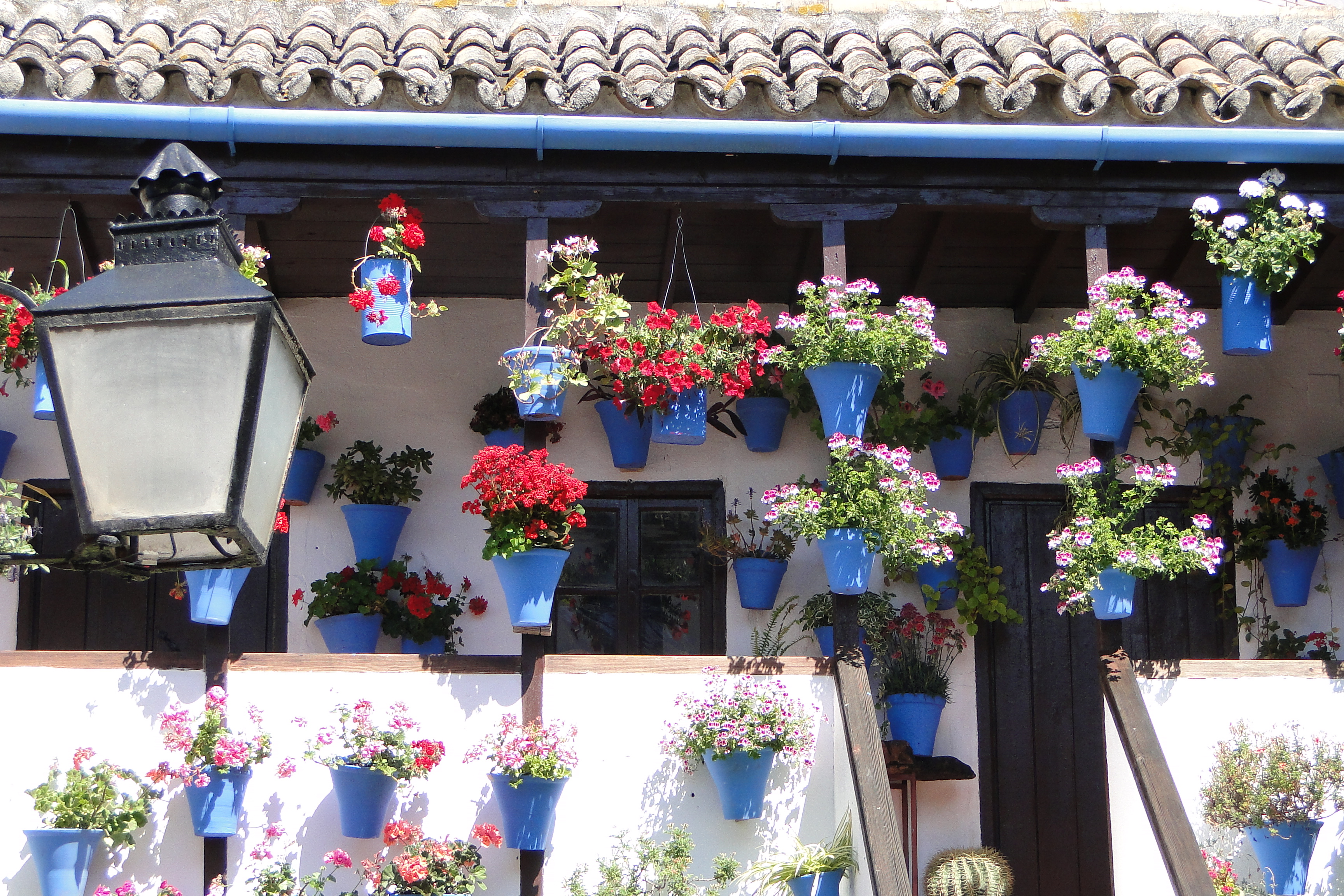
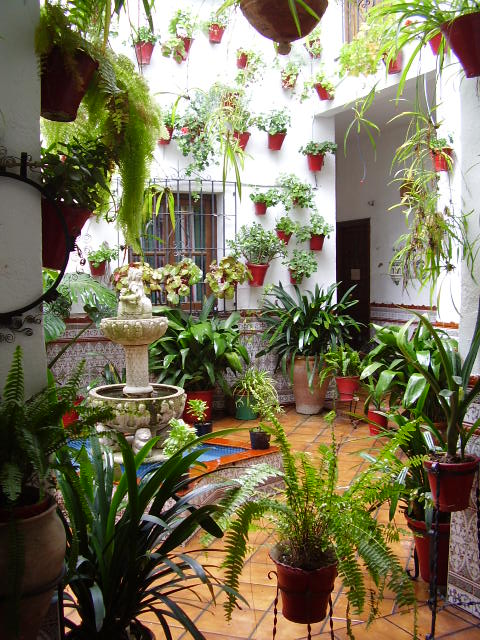
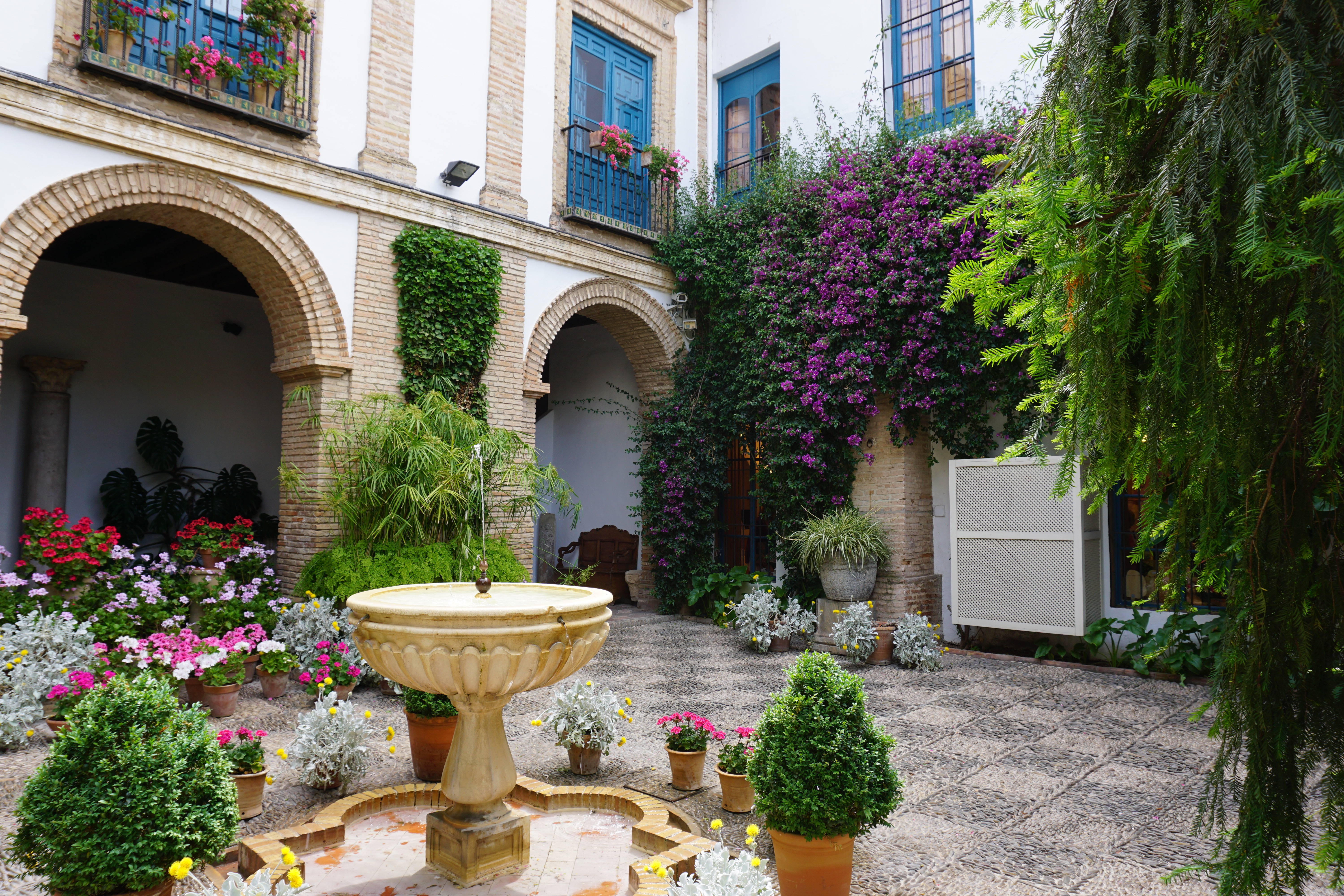
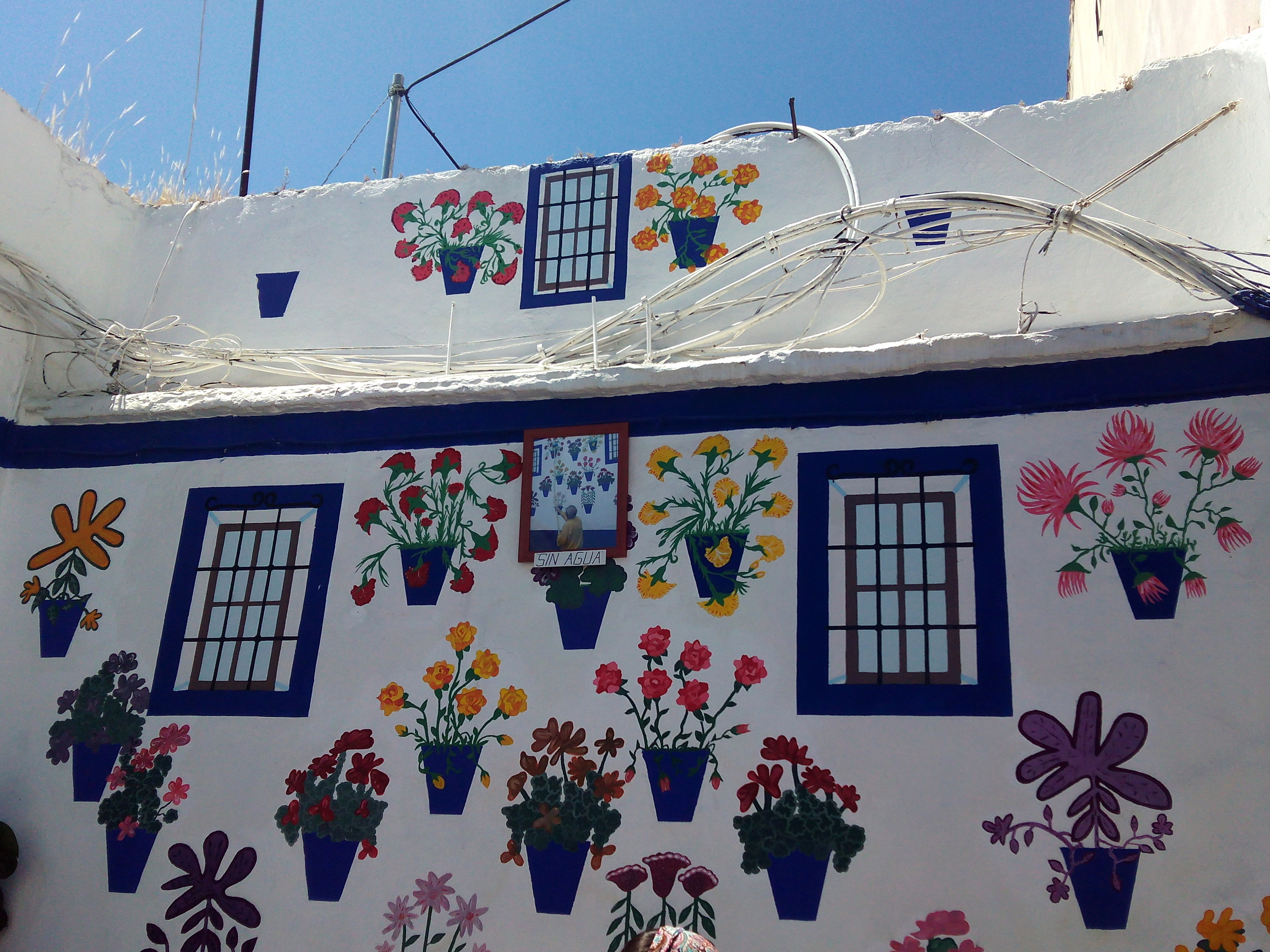